# Energieschild
Der Energieschild (auch Kraftfeld, Schutzschirm oder Schutzschild) ist ein meist in der Science Fiction verwendeter Begriff, der eine Barriere aus Energie bezeichnet, welche zum Beispiel ein Raumschiff vor Strahlenwaffen, kosmischer Strahlung, Weltraumstaub oder Meteoriten schützen soll. Beim aktuellen technischen Stand ist der Energieschild eine fiktive Angelegenheit, erscheint aber prinzipiell denkbar. Dementsprechend taucht der Begriff bei vielen Science-Fiction-Autoren auf und inspiriert Wissenschaftler bei der Forschung.

## Energieschilde in Literatur und Film
Kraftfelder tauchen unter anderem in Star Trek, Star Wars, Stargate, Babylon 5 und Independence Day auf. Ein frühes Beispiel in der deutschen Science-Fiction ist die Heftserie Perry Rhodan, deren Band 3, Die strahlende Kuppel, bereits im September 1961 erschien. Im Romanzyklus Der Wüstenplanet von Frank Herbert dienen Kraftfelder als Motivation für eine Renaissance des Schwertkampfes, da sie dort nur schnelle Projektile abwehren, nicht jedoch langsam geführte Schwerthiebe.
Beispiele für Anwendungen von Kraftfeldern sind:
- Barrieren, die eine Atmosphäre in einem Raumgebiet einschließen.
- Quarantänemaßnahmen, die im Notfall die Ausbreitung einer Gefahrenquelle (beispielsweise Giftgas) verhindern.
- Energieschilde, um eine Person, ein Raumschiff oder einen Planeten vor Schaden durch natürliche Quellen wie Strahlung oder vor feindlichen Angriffen zu schützen.
- Türen von Gefängniszellen

## Energieschilde in der Wissenschaft
Bisher ging man davon aus, dass der Energieaufwand, um einen solchen Schild zu betreiben, sehr groß sein müsse. Nach neuesten Untersuchungen im Auftrag der NASA könnte es jedoch zu einer realen Anwendung in der bemannten Raumfahrt kommen. Im Rahmen einer bemannten Mars-Mission müssen die Raumfahrer vor kosmischer Strahlung geschützt werden. Dazu soll eine Blase aus Plasma das Raumschiff umgeben und mit ihrem Magnetfeld dafür sorgen, dass die Besatzung vor der kosmischen Weltraumstrahlung geschützt wird. Damit ließe sich der mehrere Zentimeter dicke und entsprechend schwere Strahlenschutz herkömmlicher Bauart einsparen.
In einem ersten Entwicklungsschritt wären auch einfache elektromagnetische Abwehrfelder denkbar, die geladene Partikel abwehren können, aber noch keine Prallfelder, die für jegliche Materie und Energie undurchdringbar sind.
Ähnlich dem von der NASA konzipierten Schutzschild funktioniert auch der natürliche Strahlenschutzschild der Erde, welcher durch das natürliche Erdmagnetfeld (siehe auch Magnetosphäre) auf der einen Seite und durch den Teilchenstrom der Sonne (siehe auch Sonnenwind) auf der anderen Seite aufrechterhalten wird.